# Chleuh (argot)
Pour les articles homonymes, voir Chleuh (homonymie).
En argot, le terme chleuh est un sobriquet appliqué successivement :
- aux soldats des troupes territoriales au Maroc, pendant la Première Guerre mondiale ;
- aux frontaliers parlant une langue autre que le français ;
- aux Allemands (ou aux germanophones) et surtout aux militaires allemands, pendant la Seconde Guerre mondiale, dont l’efficacité sur le champ de bataille était semblable à celle des Chleuhs, peuple berbère qui composait l'essentiel de l'armée marocaine.

## Étymologie
À l’origine, « Chleuh » est le nom d’une tribu berbère du Maroc et de sa langue.

## Argot français
D'après Gaston Esnault, le mot « chleuh » a été employé, pendant la Première Guerre mondiale, par les soldats combattant au Maroc, pour désigner un soldat de l'armée territoriale. Cet emploi a été introduit en France métropolitaine, vers 1933, par des soldats ayant combattu au Maroc.
D'après Albert Dauzat, « chleuh » a été employé en France, vers 1936, pour désigner un frontalier parlant une autre langue que le français, telle que le (franc-)comtois ou l'alsacien.
Le mot est également employé, autour de la Seconde Guerre mondiale, pour désigner de manière péjorative les Allemands,. L'humoriste et résistant Pierre Dac en fait ainsi usage dans sa chanson J'vais m'faire Chleuh ! :

« Si vous me voyez étreint d'une forte émotion,
C'est que je viens de prendre une grav' décision,
Je vais m'faire chleuh !
N'croyez pas que je plaisant', c'est extrêm'ment sérieux
Et mes chansons, ce soir, sont des chansons d'adieu
Je vais m'faire chleuh !
Ce n'est pas d'gaieté de cœur que j'vais abandonner
Comm'ça, d'un jour à l'autr', ma nationalité
Pour me fair' chleuh !
Mais c'est tout ce qui reste à ma disposition
Pour exprimer dignement ma réprobation
Je vais m'fair' chleuh ! »

— Pierre Dac, J'vais m'faire chleuh,.
Pierre Dac reprenait un usage de l'armée française qui avait dû affronter une vive résistance des combattants marocains (cette « pacification » ne s'est achevée qu'en 1934).

Le mot est alors synonyme de Boches. L'origine en remonte à l'installation du protectorat français au Maroc en 1912, face à la rivalité allemande : 

« Pourquoi le mot servit-il à désigner l'occupant nazi, devenant le synonyme peu flatteur des Boches, des Frisés ou des Doryphores, autres sobriquets de Allemands ? La raison se trouve dans la résistance qu'opposèrent les guerriers berbères à l'armée française lors de la difficile conquête du Maroc et l'instauration du protectorat en 1912. Les combats furent âpres, et les combattants chleuhs se montrèrent particulièrement coriaces. »

— Éric Fottorino, Berbères, Philippe Rey éditeur, 2012

## Argot israélien
D'après Daniel J. Schroeter, le mot « chleuh » a également été transmis en Israël par les immigrants juifs du Maroc et le terme signifie « simplet » en argot israélien.